# 山繆·伊林-儒尼奧爾
山繆·伊林-儒尼奧爾（英語：Samuel Iling-Junior，2003年10月4日—），英格蘭職業足球運動員，司職翼鋒或翼衛，現効力英超的阿士東維拉，同時為英格蘭21歲以下足球代表隊效力，也曾為英格蘭的各級梯隊披掛上陣，並在2022年隨隊贏得歐洲U-19足球錦標賽。
作為車路士和祖雲達斯的青訓產品，伊林-儒尼奧爾在2021–22球季於後者的預備隊尤文圖斯U23出道，同時助U19隊打進歐洲青年聯賽準決賽。之後的賽季，他在更名成「新一代」的U23隊中交出7場4球的成績表，其出色表現在2022年12月獲一線隊提拔。

## 俱樂部生涯

### 早年生活

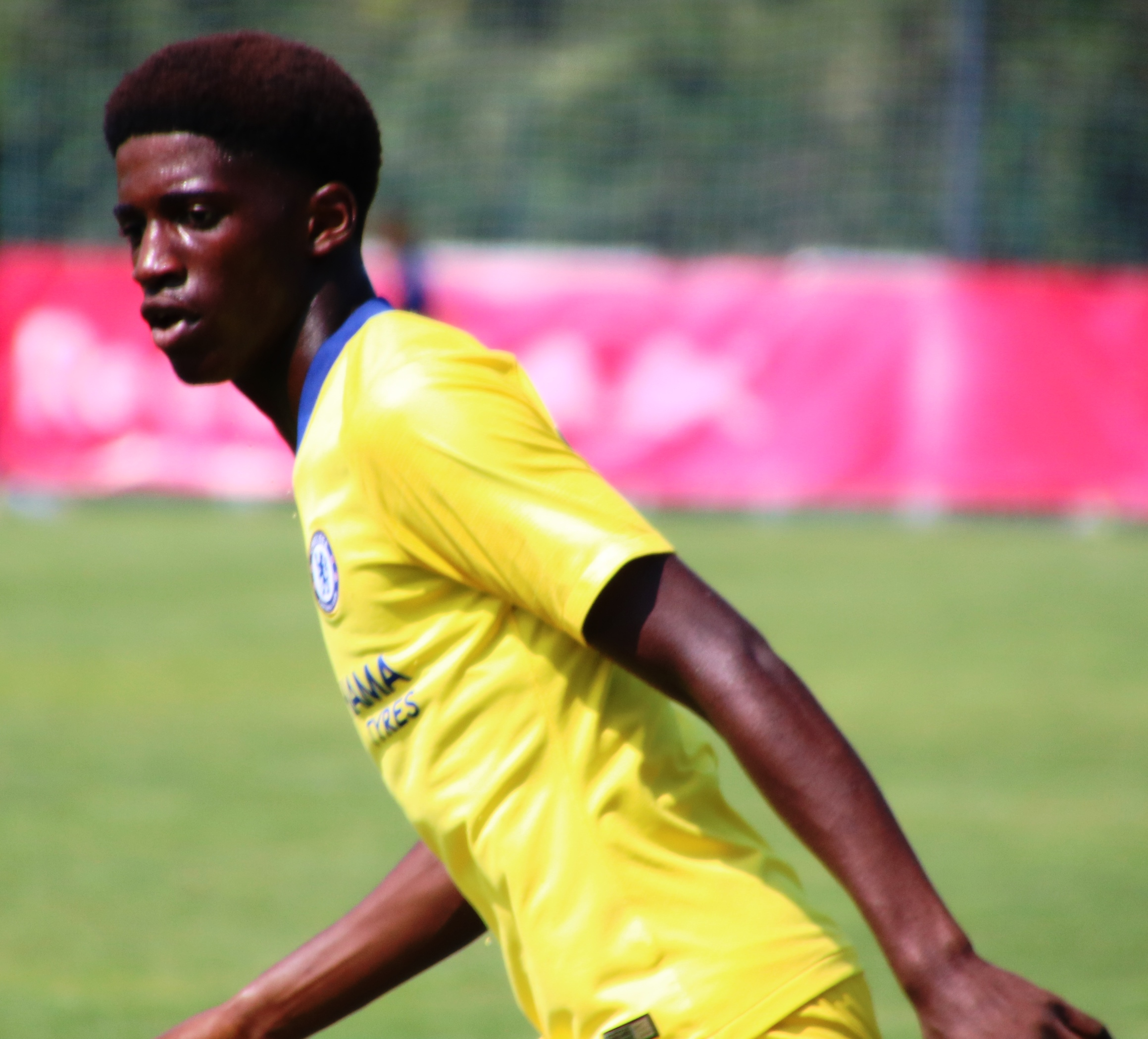
車路士青年軍時期的伊林-儒尼奧爾

伊林-儒尼奧爾在2003年10月4日出生於大倫敦伊斯靈頓，後於2011年以八歲之齡加入車路士青訓系統，並在那裡逗留了九年，期間曾在2019年獲提拔至U19隊，時年16歲。一年後，伊林-儒尼奧爾拒絕車路士帶運動獎學金的續約提議，決定離開「藍軍」。有意簽入他的球隊包括巴黎聖日耳門、拜仁慕尼黑和多特蒙德，但最終由尤文圖斯脫穎而出；他們在2020年9月與伊林-儒尼奧爾簽下三年合約。

### 尤文圖斯

#### 2020–2022
2020年10月7日，伊林-儒尼奧爾與其隊友法比歐·米雷蒂一起被《衛報》列進2003年出生的六十大「下一代」青年才俊榜單中。他在隔年4月21日對上阿歷山迪亞的意丙比賽中與加布里埃萊·穆拉齊一同被扶直至U23隊。縱觀整個U19隊球季，伊林-儒尼奧爾上陣28場，攻入4球兼交出7次助攻。
伊林-儒尼奧爾在2021年8月22日第一次於U23隊亮相，助球隊在意大利丙級聯賽盃第一輪中以3–2險勝普羅塞斯托。其意丙首秀在同年10月3日登場，於對上曼托瓦的下半場替補尼古拉·塞庫洛夫。2022年5月21日，伊林-儒尼奧爾首次獲一線隊徵召，並名列對上費倫天拿的意甲煞科戰大名單中，最後未有上陣，該場比賽「老婦人」則以0–2吞敗。總括2021–22球季，他的表現有進步，邀出36場13球的數據，也助U19隊殺入歐洲青年聯賽四強，成就球隊在該項賽事上的最佳成績。

#### 2022–2024
伊林-儒尼奧爾在2022年9月3日攻入其在尤文圖斯新一代的首顆進球，助球隊以2–1力克特倫托取得賽季開門紅。隔月21日，他在對上恩波利的比賽中於84分鐘替補菲利普·科斯蒂奇上陣，達成其一線隊兼個人意甲首秀，該場比賽尤文圖斯贈送四蛋予對手。伊林-儒尼奧爾於四天後對陣賓菲加的比賽中從板凳出發，在70分鐘再次入替科斯蒂奇，生涯首次在歐冠綠茵場上亮相。上場6分鐘後，其首先助攻阿卡迪乌什·米利克，再在兩分鐘之後為威斯頓·麥金尼送上關鍵的一腳傳球，助作客的「老婦人」追近比分至3–4，惜該比分最後維持至完場一刻。同月29日，英格蘭人在客場對上萊切的意甲比賽中僅出場41秒便助攻尼科洛·法吉奥利射入全場唯一入球；但費德里科·迪弗朗切斯科的粗野犯規使他右腳踝扭傷，需缺席20天。2022年12月19日，尤文圖斯與伊林-儒尼奧爾續約至2025年，同時正式提拔其至一線隊，而他此前已在新一代隊交出9場4球的表現。
在2023年1月19日對上蒙扎的意大利盃比賽中，伊林-儒尼奧爾首次以先發身份代表一線隊上陣，該場比賽尤文圖斯以2–1取勝。 同年3月2日，他再次代表新一代隊，在對上维琴察的丙級聯賽盃首回合決賽中於第47分鐘攻入扳平一球，惜球隊最後仍以1–2落敗。其在隔月11日的次回合中亦有上陣，但在90分鐘主射極刑時射高，未能為尤文圖斯新一代扭轉2–3（兩回合總計3–5）的敗局。同年5月7日，伊林-儒尼奧爾首次在意甲先發上陣，還先開紀錄，助作客的「老婦人」以2–0從亞特蘭大手中取走三分。2024年1月7日，他在對上沙蘭力坦拿的比賽中射入其2023–24意甲賽季唯一一球，該場比賽尤文圖斯在客場以2–1奏凱。

### 阿士東維拉
2024年7月1日，尤文圖斯與英超的阿士東維拉達成協議，伊林-儒尼奧爾與恩佐·巴雷內切亞一同永久加盟後者，而前者則得到道格拉斯·路易斯及據報另計的1400萬歐元轉會費，兩人表現良好則另加300萬獎金。隔月27日，伊林-儒尼奧爾被外借回意甲的博洛尼亚，為期一季。

## 國家隊生涯
出生於英格蘭，具民主剛果血統的伊林-儒尼奧爾有代表兩地國家隊出戰的資格，他暫時選擇代表前者，且是2019年贏得美人魚盃（Syrenka Cup）冠軍的英格蘭U17冠軍成員之一。2021年10月6日，他在西班牙馬貝拉以3–1戰勝法國U19的比賽中替補上場，首次為英格蘭U19披掛上陣。伊林-儒尼奧爾在隔年6月7日獲列進歐洲U-19足球錦標賽的大名單中，並最終隨隊在之後的7月1日以加時3–1擊敗以色列U19封王。
2022年9月21日，伊林-儒尼奧爾在西班牙皮納塔爾體育場3–0大勝智利U20的比賽中第一次為英格蘭U20上陣。他在隔年3月24日梅開二度助球隊力克德國U20。伊林-儒尼奧爾在2023年9月11日的2025年歐洲U-21足球錦標賽外圍賽中首次亮相英格蘭U21，該場比賽「幼獅軍團」在客場贈送三蛋予盧森堡U21。

## 踢球風格
伊林-儒尼奧爾的盤帶和跑動能力出色，也能進球，場上主要位置為翼鋒，且左右路皆行，其萬金油屬性使其能勝任球場上的任何角色。時任尤文圖斯U19主帥就曾把他放在左後衛、左或右前鋒、攻擊中場和正中場。

## 生涯數據

### 俱樂部
最後更新：2024年5月25日
| 俱樂部         | 球季     | 聯賽     | 聯賽 | 聯賽 | 盃賽 | 盃賽 | 州際賽 | 州際賽 | 其他 | 其他 | 總計 | 總計 |
| 俱樂部         | 球季     | 聯賽     | 上陣 | 進球 | 上陣 | 進球 | 上陣   | 進球   | 上陣 | 進球 | 上陣 | 進球 |
| -------------- | -------- | -------- | ---- | ---- | ---- | ---- | ------ | ------ | ---- | ---- | ---- | ---- |
| 尤文圖斯U23    | 2021–22  | 意丙     | 1    | 0    | —    | —    | —      | —      | 1    | 0    | 2    | 0    |
| 尤文圖斯新一代 | 2022–23  | 意丙     | 8    | 3    | —    | —    | —      | —      | 3    | 2    | 11   | 5    |
| 尤文圖斯新一代 | 總計     | 總計     | 9    | 3    | 0    | 0    | 0      | 0      | 3    | 2    | 13   | 5    |
| 祖雲達斯       | 2022–23  | 意甲     | 12   | 1    | 1    | 0    | 5      | 0      | —    | —    | 18   | 1    |
| 祖雲達斯       | 2023–24  | 意甲     | 24   | 1    | 3    | 0    | —      | —      | 0    | 0    | 27   | 1    |
| 祖雲達斯       | 總計     | 總計     | 36   | 2    | 4    | 0    | 5      | 0      | 0    | 0    | 45   | 2    |
| 阿士東維拉     | 2024–25  | 英超     | 0    | 0    | 0    | 0    | 0      | 0      | —    | —    | 0    | 0    |
| 生涯總計       | 生涯總計 | 生涯總計 | 45   | 5    | 4    | 0    | 5      | 0      | 4    | 2    | 58   | 7    |

1. 1 2  意大利丙級聯賽盃（英语：Coppa Italia Serie C）
2. ↑  1場歐冠，4場歐霸盃

## 獲得榮譽與獎項
尤文圖斯新一代
- 意大利丙級聯賽盃（英语：Coppa Italia Serie C）亞軍：2022–23[46]

尤文圖斯
- 意大利盃：2023–24[47]

### 英格蘭U19
- 歐洲U-19足球錦標賽：2022[48]